# Apatelarthron heteroclitum
Apatelarthron heteroclitum är en skalbaggsart som beskrevs av Thomson 1864. Apatelarthron heteroclitum ingår i släktet Apatelarthron och familjen långhorningar. Inga underarter finns listade i Catalogue of Life.